# Teorema de Tellegen
O teorema de Tellegen (nome do seu autor, o engenheiro holandês Bernard Tellegen em 1952), prova que a soma das potências absorvidas por todos os componentes de um circuito elétrico é nula, também pode-se dizer que a potência fornecida em um circuito eletrico é exatamente igual à potência absorvida:
- {\displaystyle \sum _{k=1}^{l}v_{k}^{a}\ i_{k}^{a}=\sum _{k=1}^{l}v_{k}^{b}\ i_{k}^{b}=0}